# Pekoelnej
De Pekoelnej (Russisch: (Хребет) Пэкульней) is een bergrug in het zuiden van de Russische autonome okroeg Tsjoekotka, in Noordoost-Siberië. De bergrug loopt naar het zuiden vanuit het Hoogland van Tsjoekotka, binnen het stroomgebied van de Anadyr, tussen haar zijrivieren Bolsjaja Osinovaja en Belaja (westen) en Tanjoerer (oosten). Het vormt onderdeel van het Oost-Siberisch Bergland. Het gebergte heeft een lengte van ongeveer 300 kilometer en loopt op tot 1383 meter in het noordoosten.
De bergrug bestaat uit Mesozoïsch en Cenozoïsch sedimentair gesteente met intrusies van stollingsgesteente. Op het gebergte liggen een aantal gletsjers met een totale oppervlakte van ongeveer 20 km². Pekoelnej ligt in een gebied met een subarctisch klimaat. De vegetatie bestaat uit toendra.